# Francesco Mancini Ardizzone
Francesco Mancini Ardizzone (Acireale, 22 ottobre 1863 – Acireale, 1948) è stato un pittore italiano, autore di diversi generi, tra cui ritratti, soggetti sacri, nonché vedute e paesaggi marini delle coste meridionali italiane e siciliane.

## Biografia
Inizialmente studiò ad Acireale come discepolo di Antonino Bonaccorsi. Con l'appannaggio ricevuto dal comune, si iscrisse all'Accademia di Belle Arti di Napoli dove, influenzato dalla scuola di Domenico Morelli, Vincenzo Irolli, Gaetano Esposito, perfezionò lo stile del Realismo. Dal 1885 al 1886 viaggiò a Roma, dove espose paesaggi alla Società degli Amatori e Cultori delle Belle Arti (1886, In dicembre e Marina).
Ritornò ad Acireale, dove fu molto prolifico, inclusa la pittura in molte chiese ed edifici pubblici, fra esse le pitture della cupola della cattedrale di Maria Santissima Annunziata nel periodo compreso tra il 1895 e il 1899. Ai pennacchi decorati con le raffigurazioni dei Quattro evangelisti del pittore barocco del XVIII secolo Pietro Paolo Vasta, si accostano le scene nel tamburo raffiguranti quattro episodi dell'Antico Testamento.
Dipinse anche per la basilica collegiata di San Sebastiano decorandone la cupola con l'episodio Gesù risorge dall'avello, e nel transetto con la Sepoltura di San Sebastiano e la Salita di Gesù al Calvario, ciclo eseguito tra il 1899 e il 1901.
Una Sacra Famiglia è custodita nella chiesa dell'Oratorio delle Filippine, e raccolte di vedute e ritratti nel Palazzo Comunale.

## Opere
- XIX secolo, Sacra Famiglia, olio su tela, opera custodita nella cappella eponima della basilica di San Pietro di Riposto.
- XIX secolo, Sacra Famiglia, olio su tela, opera custodita nella chiesa dell'Oratorio della Congregazione di San Filippo Neri di Acireale.
- XIX secolo, Anime del Purgatorio, olio su tela, opera custodita nella chiesa di San Michele Arcangelo ai Minoriti di Catania.
- XIX secolo, Santa Lucia, olio su tela, opera custodita nel duomo di Nostra Signora del Rosario di Piedimonte Etneo.
- XIX secolo, San Giovanni Battista, olio su tela, opera custodita nella chiesa di San Giovanni Battista di Aci Trezza.

## Esposizioni
- 1884 a Roma espone all'Internazionale di Roma.
- 1884 a Torino espone: Pescatori in Sicilia e Finalmente si è addormentato.
- 1887 a Venezia espone: Da Vietri ad Amalfi, Pioggia, Pattuglia, Il Castello d'Aci.
- 1906 a Milano espone: Alla fontana, Autunno (Mostra nazionale di Belle Arti: catalogo illustrato, Milano 1906).
- 1904 a Londra espone nella Esposizione Italiana Italian Exhibition Earl's Court col dipinto The beach at Acicastello.
- 1906 a Roma espone alla Promotrice di Roma.
- 1906 a Catania espone presso il Circolo artistico di Catania. Il Municipio cittadino conserva alcune opere.

Altre opere sono: Tempo triste, Madre amorosa e Il ritorno dei pescatori.
Molti dei suoi dipinti, sia i paesaggi marini che i ritratti, sono stati donati alla Pinacoteca Zelantea di Acireale, tra essi figura un autoritratto.